# 예동항
예동항(禮洞港)은 인천광역시 옹진군 대청면 소청1리, 소청도 섬에 있는 소규모 어항이다.

## 어항 연혁
2006년 6월 13일 인천광역시장이 어촌어항법 제17조 규정에 의하여 지방어항 지정을 해제하였다.

## 어항 구역
지방어항 해제 당시의 어항구역은 다음과 같다.(면적: 65,000m2)
- 수역: 예동항 방파제 기부에서 50m 떨어져서 동측대안 돌출부를 연결하는 선내수역
- 육역: 대청면 소청리 322-1(제방), 322-3(도로), 322-5(잡종지)